# Dry As A Bone
Dry As A Bone es el segundo EP de Green River. Al igual que la anterior placa este disco sufrió de un retraso y finalmente fue lanzado en julio de 1987 bajo el sello Sub Pop justo un año después de haberlo grabado. Este disco es de especial importancia para la casa discográfica ya que es el primer disco editado sin que este sea una compilación sino un disco de larga duración.

## Listado de temas
1. This Town - 3:24
2. P.C.C - 3:45
3. Ozzle - 3:12
4. Unwind - 4:44
5. Baby Takes - 4:25

## Miembros
- Mark Arm - Voz
- Stone Gossard - Guitarra
- Bruce Fairweather - Guitarra
- Jeff Ament - Bajo
- Alex Vincent - Batería